# K. C. Jones
KC Jones (Taylor, 25 de maio de 1932 – 25 de dezembro de 2020) foi um jogador e treinador profissional estadunidense de basquete. Ele jogava na posição de armador e conquistou a medalha de ouro junto com a Seleção Estadunidense de Basquetebol nas Olimpíadas de 1956. Ele jogou pelo Boston Celtics em nove temporadas, dentre as quais em oito, eles foram campeões. Após Boston perder um jogo contra o Philadelphia 76ers nos playoffs de 1967, Jones encerrou sua carreira de jogador.
Jones iniciou sua carreira de treinador na Universidade Brandeis, tendo ido para o Los Angeles Lakers em 1971 para ser auxiliar técnico de Bill Sharman. Ainda treinou o Capitol Bullets (hoje Washington Wizards), o Boston Celtics (onde foi por duas vezes campeão, em 1984 e 1986) e o Seattle SuperSonics, onde encerrou a carreira em 1992. Foi comentarista da Universidade de Hartford.

## Carreira como jogador
Jones jogou basquete universitário na Universidade de São Francisco e, juntamente com Bill Russell, levou a equipe a dois títulos da NCAA em 1955 e 1956. Jones também jogou com Russell na Seleção Estadunidense de Basquetebol que conquistou a medalha de ouro nos Jogos Olímpicos de 1956 em Melbourne na Austrália.

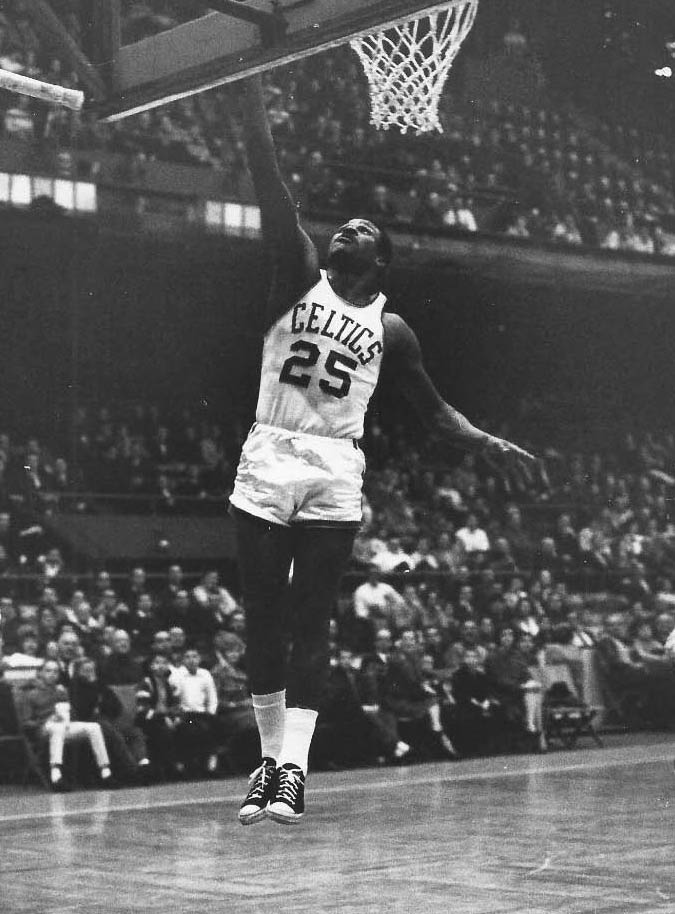
Jones em 1964 pelos Celtics.

Durante sua carreira, ele era conhecido como um defensor tenaz. Jones passou todas as suas nove temporadas na NBA com o Boston Celtics, ganhando oito títulos da NBA de 1959 a 1966. Jones e Russell, e cinco outros, são os únicos jogadores na história a ganhar o título da NCAA, o título da NBA e uma medalha de ouro olímpica.
Na história da NBA, apenas os colegas de equipe Bill Russell (11 campeonatos) e Sam Jones (10 campeonatos) ganharam mais anéis de campeões durante suas carreiras. Depois que Boston perdeu para o Philadelphia 76ers nos playoffs de 1967, Jones terminou sua carreira como jogador.
Foi introduzido no Basketball Hall of Fame em 1989.

## Carreira como treinador
Jones começou sua carreira de treinador na Universidade Brandeis, atuando como treinador principal de 1967 a 1970. Depois, Jones serviu como assistente técnico na Universidade de Harvard de 1970 a 1971.
Jones então foi ser assistente técnico do ex-companheiro de equipe, Bill Sharman, no Los Angeles Lakers na temporada de 1971-1972. Os Lakers foram os campeões da NBA daquela temporada depois de vencer 33 jogos consecutivos.
Na temporada seguinte, Jones tornou-se o primeiro treinador do San Diego Conquistadors, uma franquia da ABA que teve uma vida muito curta. Um ano depois, em 1973, ele se tornou treinador do Capital Bullets (que se tornou o Washington Bullets um ano depois), treinando-os por três temporadas e levando-os para as Finais da NBA em 1975.
Em 1983, ele assumiu como treinador do Boston Celtics, substituindo Bill Fitch. Jones guiou os Celtics de Larry Bird para os títulos da NBA de 1984 e 1986. Os Celtics venceu a Divisão do Atlântico em todas as cinco temporadas de Jones como técnico principal e chegou às Finais da NBA em 4 de seus 5 anos como técnico.
Em um anúncio surpresa, ele se aposentou após a temporada de 1987-88 e foi sucedido pelo assistente técnico, Jimmy Rodgers. Ele passou uma temporada na diretoria dos Celtics na temporada de 1988-89 e se demitiu para se juntar ao Seattle SuperSonics como assistente técnico e consultor de basquete na temporada de 1989-90. Ele se tornou o treinador dos Sonics na temporada de 1990-91 e 1991-92.
Em 1994, Jones se juntou ao Detroit Pistons como assistente técnico. Jones também foi considerado para treinar os Celtics novamente durante o período de entressafra em 1995. Em 1996, Jones retornou ao Boston Celtics, desta vez como assistente técnico.
Jones retornou a posição de treinador profissional em 1997, guiando o New England Blizzard da recém-formada American Basketball League (1996-1998) através de suas últimas temporadas de existência.

## Morte
Jones morreu em 25 de dezembro de 2020, aos 88 anos, devido à doença de Alzheimer.

## Estatísticas

### Como jogador
| † | Campeão da NBA |

#### Temporada regular
| Ano      | Equipe   | PJ  | MPJ  | AP   | LL   | RT  | AS  | PPJ |
| -------- | -------- | --- | ---- | ---- | ---- | --- | --- | --- |
| 1958–59† | Boston   | 49  | 12.4 | .339 | .603 | 2.6 | 1.4 | 3.5 |
| 1959–60† | Boston   | 74  | 17.2 | .408 | .753 | 2.7 | 2.6 | 6.3 |
| 1960–61† | Boston   | 78  | 20.6 | .338 | .664 | 3.6 | 3.2 | 7.6 |
| 1961–62† | Boston   | 80  | 25.7 | .406 | .634 | 3.7 | 4.3 | 9.2 |
| 1962–63† | Boston   | 79  | 24.6 | .389 | .633 | 3.3 | 4.0 | 7.2 |
| 1963–64† | Boston   | 80  | 30.3 | .392 | .524 | 4.7 | 5.1 | 8.2 |
| 1964–65† | Boston   | 78  | 31.2 | .396 | .630 | 4.1 | 5.6 | 8.3 |
| 1965–66† | Boston   | 80  | 33.9 | .388 | .690 | 3.8 | 6.3 | 8.6 |
| 1966–67  | Boston   | 78  | 31.4 | .397 | .630 | 3.1 | 5.0 | 6.2 |
| Carreira | Carreira | 676 | 25.9 | .387 | .647 | 3.5 | 4.3 | 7.4 |

#### Playoffs
| Ano      | Equipe   | PJ  | MPJ  | AP   | LL    | RT  | AS  | PPJ  |
| -------- | -------- | --- | ---- | ---- | ----- | --- | --- | ---- |
| 1959†    | Boston   | 8   | 9.4  | .250 | 1.000 | 1.5 | 1.3 | 1.9  |
| 1960†    | Boston   | 13  | 17.8 | .338 | .773  | 3.5 | 1.1 | 5.5  |
| 1961†    | Boston   | 9   | 11.4 | .300 | .500  | 2.1 | 1.7 | 2.8  |
| 1962†    | Boston   | 14  | 23.5 | .431 | .717  | 4.0 | 3.9 | 9.0  |
| 1963†    | Boston   | 13  | 19.6 | .297 | .700  | 2.8 | 2.8 | 4.5  |
| 1964†    | Boston   | 10  | 31.2 | .347 | .520  | 3.7 | 6.8 | 6.3  |
| 1965†    | Boston   | 12  | 33.0 | .413 | .778  | 3.3 | 6.2 | 10.1 |
| 1966†    | Boston   | 17  | 31.9 | .413 | .684  | 3.1 | 4.4 | 7.6  |
| 1967     | Boston   | 9   | 28.2 | .320 | .611  | 2.7 | 5.3 | 6.6  |
| Carreira | Carreira | 105 | 23.8 | .367 | .691  | 3.0 | 3.8 | 6.4  |

### Como treinador
|            |          |       |         |         |      |                  | Playoffs | Playoffs | Playoffs | Playoffs |                                |
| Time       | Ano      | Jogos | Vitória | Derrota | %    | Classificação    | Jogos    | Vitória  | Derrota  | %        | Resultado Final                |
| ---------- | -------- | ----- | ------- | ------- | ---- | ---------------- | -------- | -------- | -------- | -------- | ------------------------------ |
| Capital    | 1973–74  | 82    | 47      | 35      | .573 | 1st na Central   | 7        | 3        | 4        | .429     | Perdeu nas Semifinais de Conf. |
| Washington | 1974–75  | 82    | 60      | 22      | .732 | 1st na Central   | 17       | 8        | 9        | .471     | Perdeu nas Finais da NBA       |
| Washington | 1975–76  | 82    | 48      | 34      | .585 | 2nd na Central   | 7        | 3        | 4        | .429     | Perdeu nas Semifinais de Conf. |
| Boston     | 1983–84  | 82    | 62      | 20      | .756 | 1st no Atlântico | 23       | 15       | 8        | .652     | Campeão da NBA                 |
| Boston     | 1984–85  | 82    | 63      | 19      | .768 | 1st no Atlântico | 21       | 13       | 8        | .619     | Perdeu nas Finais da NBA       |
| Boston     | 1985–86  | 82    | 67      | 15      | .817 | 1st no Atlântico | 18       | 15       | 3        | .833     | Campeão da NBA                 |
| Boston     | 1986–87  | 82    | 59      | 23      | .720 | 1st no Atlântico | 23       | 13       | 10       | .565     | Perdeu nas Finais da NBA       |
| Boston     | 1987–88  | 82    | 57      | 25      | .695 | 1st no Atlântico | 17       | 9        | 8        | .529     | Perdeu nas Finais de Conf.     |
| Seattle    | 1990–91  | 82    | 41      | 41      | .500 | 5th no Pacifico  | 5        | 2        | 3        | .400     | Perdeu na Primeira Rodada      |
| Seattle    | 1991–92  | 36    | 18      | 18      | .500 | (Demitido)       | —        | —        | —        | —        | —                              |
| Carreira   | Carreira | 774   | 522     | 252     | .674 |                  | 138      | 81       | 57       | .587     |                                |

Fonte:

## Títulos e homenagens

### Como jogador
- 8× Campeão da NBA (1959–1966)
- 2× Campeão da NCAA (1955, 1956)
- No. 25 aposentado pelo Boston Celtics
- No. 4 aposentado pela Universidade de São Francisco

### Como assistente técnico
- 2× Campeão da NBA (1972, 1981)

### Como treinador
- 2× Campeão da NBA (1984, 1986)
- 5× Treinador do All-Star Game da NBA (1975, 1984–1987)